# Synchiropus orstom
Synchiropus orstom es una especie de peces de la familia Callionymidae en el orden de los Perciformes.

## Hábitat
Es un pez de mar y de aguas profundas que hasta los 402 m de profundidad.

## Distribución geográfica
Se encuentran en Nueva Caledonia.

## Observaciones
Es inofensivo para los humanos